# Rudy Jocqué
Rudy Jocqué (1946) è un aracnologo belga, specialista nello studio dei ragni tropicali dell'Africa centrale.

## Biografia
Attualmente lavora al Musée Royal de l'Afrique centrale del comune belga di Tervuren, dove cura la sezione degli invertebrati non insetti.

## Campo di studi
Nell'ambito della tassonomia aracnologica i suoi studi specifici sono orientati soprattutto alla famiglia Zodariidae e Linyphiidae; si occupa anche di numerose revisioni dei generi delle famiglie Ctenidae, Lycosidae e Corinnidae, valutandone anche la consistenza numerosa nell'habitat di riferimento.
In ambito etologico ha studiato il grado di adattamento dei ragni alle mutevoli condizioni dell'ambiente forestale dell'Africa centrale e all'influsso sulla biodiversità.

## Spedizioni
Nell'ultimo decennio è stato di frequente in Africa centrale, nella Repubblica Democratica del Congo, dove ha fondato il Mikembo Sanctuary, nei dintorni di Lubumbashi, una sorta di scuola per lo studio della biodiversità degli invertebrati della fauna locale, istruendo il personale anche ai diversi metodi per catturare gli invertebrati e per creare in loco questa importante consapevolezza.

## Alcuni taxa descritti
- Chummidae Jocqué, 2001, famiglia di ragni
- Akyttara Jocqué, 1987, genere di ragni Zodariidae
- Antillorena Jocqué, 1991, genere di ragni Zodariidae
- Antoonops Fannes & Jocqué, 2008, genere di ragni Oonopidae
- Chilumena Jocqué, 1995, genere di ragni Zodariidae
- Chumma Jocqué, 2001, genere di ragni Chummidae
- Comorella Jocqué, 1985, genere di ragni Linyphiidae
- Deelemania Jocqué & Bosmans, 1983, genere di ragni Linyphiidae
- Dusmadiores Jocqué, 1987, genere di ragni Zodariidae
- Epicratinus Jocqué & Baehr, 2005, genere di ragni Zodariidae
- Euryeidon Dankittipakul & Jocqué, 2004, genere di ragni Zodariidae
- Heradion Dankittipakul & Jocqué, 2004, genere di ragni Zodariidae
- Holmelgonia Jocqué & Scharff, 2007, genere di ragni Linyphiidae
- Leptasteron Baehr & Jocqué, 2001, genere di ragni Zodariidae
- Limoneta Bosmans & Jocqué, 1983, genere di ragni Linyphiidae
- Locketidium Jocqué, 1981, genere di ragni Linyphiidae
- Minasteron Baehr & Jocqué, 2000, genere di ragni Zodariidae
- Minicosa Alderweireldt & Jocqué, 2007, genere di ragni Lycosidae
- Murphydium Jocqué, 1996, genere di ragni Linyphiidae
- Nostera Jocqué, 1991, genere di ragni Zodariidae
- Ophrynia Jocqué, 1981, genere di ragni Linyphiidae
- Pachydelphus Jocqué & Bosmans, 1983, genere di ragni Linyphiidae
- Pentasteron Baehr & Jocqué, 2001, genere di ragni Zodariidae
- Subasteron Baehr & Jocqué, 2001, genere di ragni Zodariidae
- Suffasia Jocqué, 1991, genere di ragni Zodariidae
- Tolma Jocqué, 1994, genere di ragni Pisauridae
- Tybaertiella Jocqué, 1979, genere di ragni Linyphiidae

## Taxa denominati in suo onore
- Afrilobus jocquei Griswold & Platnick, 1987, ragno, Orsolobidae
- Cheiramiona jocquei Lotz, 2003, ragno, Miturgidae
- Evippa jocquei Alderweireldt, 1991, ragno, Lycosidae
- Gallieniella jocquei Platnick, 1984, ragno, Gallieniellidae
- Garcorops jocquei Corronca, 2003, ragno, Selenopidae
- Goleba jocquei Szüts, 2001, ragno, Salticidae
- Habronestes jocquei Baehr, 2003, ragno, Zodariidae
- Hahnia jocquei Bosmans, 1982, ragno, Hahniidae
- Oedignatha jocquei Deeleman-Reinhold, 2001, ragno, Corinnidae
- Raecius jocquei Griswold, 2002, ragno, Zorocratidae
- Selenops jocquei Corronca, 2005, ragno, Selenopidae
- Setaphis jocquei Platnick & Murphy, 1996, ragno, Gnaphosidae
- Spermophora jocquei Huber, 2003, ragno, Pholcidae
- Thomisus jocquei Dippenaar-Schoeman, 1988, ragno, Thomisidae
- Trachyneta jocquei Merrett, 2004, ragno, Linyphiidae
- Xevioso jocquei Griswold, 1990, ragno, Phyxelididae
- Zelotes jocquei FitzPatrick, 2007, ragno, Gnaphosidae

## Alcune recenti pubblicazioni
- Fannes, W., De Bakker, D., Loosveldt, K. & Jocqué, R., 2008 - Estimating the diversity of arboreal oonopid spider assemblages (Araneae, Oonopidae) at Afrotropical sites. Journal of arachnology, vol.36, p. 322-330. Articolo in PDF Archiviato il 6 luglio 2011 in Internet Archive.
- Jocqué, R., 2009 - A redescription of Pseudoctenus meneghettii Caporiacco, 1949 (Araneae, Zoropsidae), a poorly known Afrotropical spider taxon, with description of a new enigmatic species. Contributions to natural history, vol.12, p. 707-721
- Dankittipakul, P., JocquÉ, R. & Singtripop, T., 2010 - Five new Mallinella species from the Sundaland of Indonesia (Araneae, Zodariidae). Zootaxa, n.2636, p. 21-36. Abstract (1 pagina)
- Nzigidahera, B. & Jocqué, R., 2010 - On new species of Microdiores (Araneae, Zodariidae) from Central and East Africa. ZooKeys, vol.48, p. 11-19. Articolo in PDF
- Jocqué, R. & Bosselaers, J., 2011 - Revision of Pseudocorinna Simon and a new related genus (Araneae: Corinnidae): two more examples of spider templates with a large range of complexity in the genitalia. Zool. J. Linn. Soc., vol.162, p. 271-350